# Baranyaszentistván
Baranyaszentistván (horvátul: Petlovac, németül: Blumendorf) falu és község Horvátországban, Eszék-Baranya megyében.

## Fekvése
Eszéktől légvonalban 24, közúton 36 km-re északnyugatra, Pélmonostortól 7 km-re nyugatra, Baranyában, a Drávaszög nyugati részén fekszik. 

## A község települései
Baranyaszentistván,  Braidaföld (Širine),  Harisnyapuszta (Novo Nevesinje),  Lőcs (Luč),  Petárda (Baranjsko Petrovo Selo),  Szudarázs (Sudaraž),  Torjánc (Torjanci),  Újbezdán (Novi Bezdan),  Szentistvánpuszta (Zeleno Polje).

## Története
A mai Baranyaszentistván területén a római korban útellenőrzőállomás, lóváltóhely, római villa, vagy kisebb település volt. Már a 18. században felfigyeltek az itt található ókori leletekre. A legismertebb lelet, egy „FIDEM” feliratú római aranygyűrű a 19. század végén került elő itt. A patak északi oldalán fekvő szántóföldön, a „Grobljanska poljana” lelőhelyen jellegzetes római téglák és építőanyagok, szürke és vörös színű, finoman megmunkált római kerámiák kerültek elő. A falu mellett, kissé délkeleti irányban mintegy két méteres magasságú római kori sánc húzódott, mely egy időben a római határvédelmi rendszer, a limes része lehetett. A római települést az 5. században a népvándorlás törölte el a föld színéről.
Az egyházlátogatások iratai szerint a középkorban itt egy Szent István nevű falu volt, melynek temploma Szent István király tiszteletére volt szentelve. Ennek a településnek a létét egyelőre sem régészeti leletekkel, sem korabeli írásos dokumentummal nem sikerült alátámásztani. Valószínűleg az 1526-os török hadjárat során pusztult el és már nem települt újra. 1591-ben a török adókönyvben „Szentkiral” néven pusztaként szerepel. A térség 1687-ben szabadult fel a török uralom alól, majd a bellyei uradalom részeként hadi érdemei elismeréseként királyi adományként Savoyai Jenő herceg kapta meg. Savoyai 1736-os halála után, miután örököse nem volt, a birtok a kamarára szállt. 1746-ban Elzászból és Lotharingiából katolikus német telepeseket hoztak ide, hogy a környező földeket művelhetővé tegyék, ebben az időben ezt a területet ugyanis sűrű erdő borította. Ennek a kiirtásával hozták létre a mai települést, melynek a német ajkú lakosság a Blumendorf, azaz virágos falu nevet adta. 1757-ben a falunak már 180 lakosa volt, egyházilag pedig a lőcsi plébániához tartozott. A falunak saját tanítója is volt, aki német nyelven oktatott. 1772-ben felépítették templomukat, melynek titulusa Szent Vendel lett. 1782-ben Esterházy püspök eltávolíttatta az oltárról a szent képét és a feltámadt Krisztusét tetette a helyére. Ettől kezdve a templom titulusa a Szent Kereszt Feltalálása lett. 1856-ban a lőcsi plébániáról leválasztva megalapították a baranyaszentistváni plébániát. A faluban uradalmi malom, magtár, ököristálló állt és több kézműves, köztük ácsok, bognárok, takácsok, szabók és kőművesek működtek. Lakóinak többsége a bellyei uradalomban dolgozott. Az erdő közelsége miatt különösen nagymértékben fejlődött a bognármesterség. Az itt készített kocsikat sikeresen adták el Baranyán kívül is. Adatok vannak arra is, hogy az uradalom területén igen jó minőségű faszenet állítottak elő, mellyel nemcsak a környék településeit, de Eszék városát is ellátták. A 20. század elején téglagyár is működött a településen.
Az első katonai felmérés térképén a település „Sz. István”, illetve „St. Ivan” néven található. Lipszky János 1808-ban Budán kiadott repertóriumában „Szent-István” néven szerepel.Fényes Elek szerint „Szent-István, német falu, Baranya vmegyében, 728 kath. lak., s fiók-egyházzal, szép erdővel, termékeny határral. F. u. Károly főherczeg örök. Ut. p. Baranyavár.” 1857-ben 820, 1910-ben 962 lakosa volt. Ebből 28 magyar, 927 német, 4 szerb és 4 egyéb nemzetiségű. A lakosságból 306 fő tudott magyarul.  A trianoni békeszerződés előtt Baranya vármegye Baranyavári járásához tartozott.

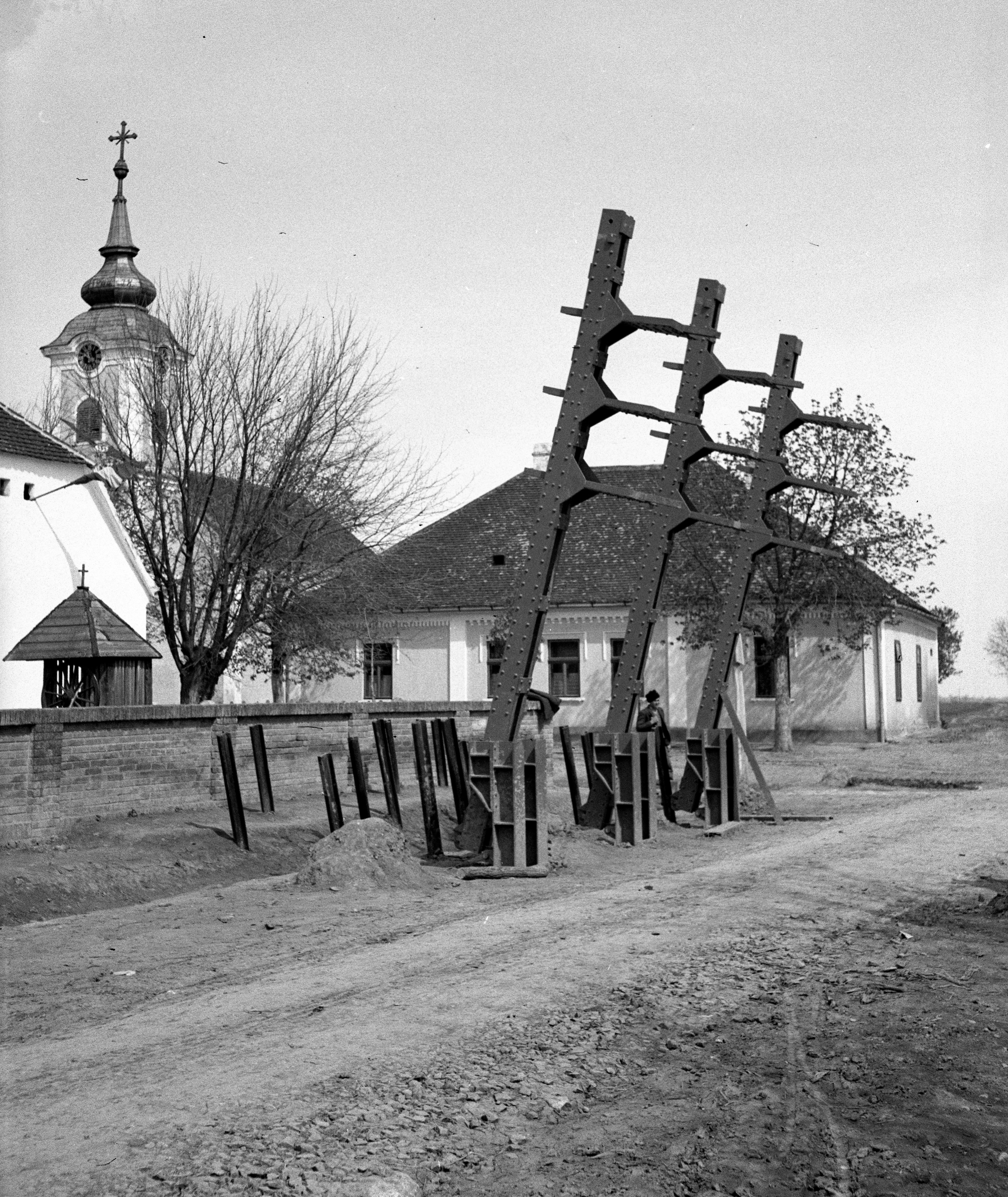
A falu központja 1941-ben útakadállyal

A település az első világháború után az új szerb-horvát-szlovén állam, majd később (1929-ben) Jugoszlávia része lett. 1922-ben a délszláv állam hatósága hivatalos nevét Petlovacra változtatta. 1941 és 1944 között ismét Magyarországhoz tartozott, majd a háború után ismét Jugoszlávia része lett. A második világháború végén a német lakosság nagy része elmenekült a partizánok elől. Az itt maradtakat a kommunista hatóságok kollektív háborús bűnösökké nyilvánították, minden vagyonuktól megfosztották és munkatáborba zárták. Az életben maradtakat később Németországba és Ausztriába telepítették ki. 1946-ban az ország más részeiről, főként a Muraközből szállítottak ide elszegényedett horvát családokat, akik megkapták az elűzött németek házait. Az 1991-es népszámlálás adatai szerint 1012 főnyi lakosságának 83%-a horvát, 5%-a szerb, 4%-a jugoszláv, 2%-a magyar nemzetiségű volt. 1991-ben a függetlenné vált Horvátország része lett. 1991 augusztusában a jugoszláv hadsereg által támogatott szerb szabadcsapatok elűzték a falu nem szerb lakosságát, akik Eszékre, vagy Magyarország felé menekültek. A horvátok és magyarok házaiba szerbek költöztek. A menekültek csak 1998-ban térhettek vissza. A településnek 2011-ben 714 lakosa volt, akik többségben mezőgazdasággal foglalkoztak.

## Népessége
| Lakosság változása | Lakosság változása | Lakosság változása | Lakosság változása | Lakosság változása | Lakosság változása | Lakosság változása | Lakosság változása | Lakosság változása | Lakosság változása | Lakosság változása | Lakosság változása | Lakosság változása | Lakosság változása | Lakosság változása | Lakosság változása |
| ------------------ | ------------------ | ------------------ | ------------------ | ------------------ | ------------------ | ------------------ | ------------------ | ------------------ | ------------------ | ------------------ | ------------------ | ------------------ | ------------------ | ------------------ | ------------------ |
| 1857               | 1869               | 1880               | 1890               | 1900               | 1910               | 1921               | 1931               | 1948               | 1953               | 1961               | 1971               | 1981               | 1991               | 2001               | 2011               |
| 820                | 864                | 846                | 882                | 927                | 962                | 1.196              | 1.244              | 869                | 906                | 1.167              | 1.000              | 940                | 1.012              | 801                | 714                |

## Nevezetességei
A Szent Kereszt Feltalálása tiszteletére szentelt római katolikus plébániatemploma. A templomot 1772-ben építették. 1856-ban a lőcsi plébániáról leválasztották a baranyaszentistváni plébániát, melyhez Bolmány, Újbolmány és Zöldpuszta tartoztak. 

## Oktatás
A településen a pélmonostori „Šećerana” Általános Iskola négyosztályos alsó tagozatos területi iskolája működik.

## Sport
- Az NK Petlovac labdarúgóklubot 1959-ben alapították „Graničar” néven, később nevét Partizanra változtatták. Mai nevét 1999 óta viseli. A megyei 1. ligában szerepel. A csapat 2003-ban, 2005-ben és 2009-ben elhódította a „Baranja” kupát.

- ŠRD „Som” Petlovac sporthorgászklub

## Egyesületek
- DVD Petlovac önkéntes tűzoltó egyesület. Alapítva: 1999.
- UM „Petlovac” ifjúsági egyesület.
- UŽ „Fijolice” nőegyesület.
- UU Općine Petlovac nyugdíjas egyesület
- „Dom veselja” gyermek és ifjúsági egyesület